# 深川留萌自動車道
深川留萌自動車道（ふかがわるもいじどうしゃどう、英語: FUKAGAWA-RUMOI EXPWY）は、北海道深川市から北海道留萌市に至る国土交通大臣指定に基づく高規格幹線道路（一般国道の自動車専用道路）（B路線）である。国道233号に指定されている。略称は深川留萌道（ふかがわるもいどう）。
高速道路ナンバリングによる路線番号は、「E62」が割り振られている。

## 概要
- 総延長：49.0 km
- 車線数：暫定2車線
- 設計速度：100 km/h

※ 深川JCT - 深川西IC間は東日本高速道路株式会社が管轄する有料道路、深川西IC以北は国土交通省北海道開発局が管轄する無料道路である。

### 事業名

#### 深川沼田道路
- 起点：北海道深川市深川町字メム（深川西IC）[3]
- 終点：北海道雨竜郡沼田町字北竜（沼田IC）[3]
- 延長：15.6 km[3]
- 規格：第1種第2級[3]
- 設計速度：100 km/h[3]
- 道路幅員：暫定12.0 m[3]
- 車線幅員：3.5 m[3]
- 車線数：暫定2車線[3]

#### 沼田幌糠道路
- 起点：北海道雨竜郡沼田町字北竜（沼田IC）[4]
- 終点：北海道留萌市幌糠町（留萌幌糠IC）[4]
- 延長：16.0 km[4]
- 規格：第1種第2級[4]
- 設計速度：100 km/h[4]
- 道路幅員：暫定13.0 m[4]
- 車線幅員：3.5 m[4]
- 車線数：暫定2車線[4]

#### 幌糠留萌道路
- 起点：北海道留萌市幌糠町（留萌幌糠IC）[5]
- 終点：北海道留萌市東雲町（留萌IC）[5]
- 延長：13.0 km[5]
- 規格：第1種第3級[5]
- 設計速度：80 km/h[5]
- 道路幅員：暫定12.0 m[5]
- 車線幅員：3.5 m[5]
- 車線数：暫定2車線[5]

## インターチェンジなど
- 全区間北海道内に所在。
- IC番号欄の背景色が■である部分については道路が開通済みの区間を示している。また、施設名欄の背景色が■である部分は施設が供用開始されていない、または完成していないことを示す。
- （数字）は、他路線の番号。<数字>は、予定番号。
- 英略字は右記の通り。IC：インターチェンジ、JCT：ジャンクション、PA：パーキングエリア、TB：本線料金所、BR：橋梁
- 深川西IC - 沼田IC間：一般国道233号深川沼田道路
- 沼田IC - 留萌幌糠IC間：一般国道233号沼田幌糠道路
- 留萌幌糠IC - 留萌IC間：一般国道233号幌糠留萌道路

| IC 番号 | 施設名         | 接続路線名           | 距離（km） | 備考                            | 所在地         | 所在地 | 所在地   |
| ------- | -------------- | -------------------- | ---------- | ------------------------------- | -------------- | ------ | -------- |
| 42      | 深川JCT        | E5 道央自動車道      | 0.0        |                                 | 空知総合振興局 | 深川市 | 深川市   |
| -       | 深川西TB       | -                    | 0.4        | 本線料金所                      | 空知総合振興局 | 深川市 | 深川市   |
| 1       | 深川西IC       | 道道47号深川雨竜線   | 4.4        | ここから留萌ICまで無料区間      | 空知総合振興局 | 深川市 | 深川市   |
| 2       | 秩父別IC       | 国道233号（現道）    | 11.6       |                                 | 空知総合振興局 | 雨竜郡 | 秩父別町 |
| -       | 秩父別PA       | -                    | 13.3       |                                 | 空知総合振興局 | 雨竜郡 | 秩父別町 |
| 3       | 沼田IC         | 国道275号            | 20.0       |                                 | 空知総合振興局 | 雨竜郡 | 沼田町   |
| 4       | 北竜ひまわりIC | 国道233号（現道）    | 27.0       |                                 | 空知総合振興局 | 雨竜郡 | 北竜町   |
| 5       | 留萌幌糠IC     | 国道233号（現道）    | 36.0       |                                 | 留萌振興局     | 留萌市 | 留萌市   |
| 6       | 留萌大和田IC   | 国道233号（現道）    | 44.9       | 深川JCT方面出入口のみのハーフIC | 留萌振興局     | 留萌市 | 留萌市   |
| 7       | 留萌IC         | 国道232号・国道239号 | 49.0       |                                 | 留萌振興局     | 留萌市 | 留萌市   |

- 有料区間（東日本高速道路株式会社北海道支社管轄）
  - 深川JCT - 深川西IC間
- 無料区間（国土交通省 北海道開発局管轄）
  - 深川西IC - 留萌IC間
- 秩父別PAはトイレのみの設置である。

## 歴史
- 1998年（平成10年）
  - 4月11日：深川JCT - 深川西IC間開通[7]。
  - 7月23日：深川西IC - 秩父別IC間開通[8]。
- 2003年（平成15年）7月17日：秩父別IC - 沼田IC間開通[9]により、深川沼田道路が全線開通。
- 2005年（平成17年）
  - 3月27日：沼田IC - 北竜ひまわりIC間開通[10]。
  - 4月1日：深川JCT - 深川西IC間の管轄を、日本道路公団から東日本高速道路株式会社に継承。
- 2006年（平成18年）11月26日：北竜ひまわりIC - 留萌幌糠IC間開通[11]により、沼田幌糠道路が全線開通。
- 2010年（平成22年）
  - 2月2日：深川JCT - 深川西IC間が無料化社会実験の対象区間に指定。
  - 6月28日：深川JCT - 深川西IC間で、高速道路無料化社会実験の運用開始[12]。
- 2011年（平成23年）6月19日：政府が2011年3月11日に発生した、東北地方太平洋沖地震（東日本大震災）の復興費用確保のため、深川JCT - 深川西IC間で行っていた無料化社会実験を一旦終了させ、以降の社会実験を一時凍結[13]。これに伴い翌6月20日以降、この区間の通行料金が再び有料化。
- 2013年（平成25年）3月16日：留萌幌糠IC - 留萌大和田IC間開通[14]。
- 2020年（令和2年）3月28日：留萌大和田IC - 留萌IC間が開通し、全線開通[15]。

### 無料化社会実験
2010年6月28日から2011年6月19日までの間、深川JCT - 深川西IC間について、終日、全車種（ETC搭載車、非搭載車とも）を対象に無料化社会実験を実施した。

## 路線状況

### 主なトンネルと橋
| トンネル・橋梁名称 | 延長  | 区間                      | 備考 |
| ------------------ | ----- | ------------------------- | ---- |
| 幌糠トンネル       | 261 m | 留萌幌糠IC - 留萌大和田IC |      |
| 藤山東トンネル     | 150 m | 留萌幌糠IC - 留萌大和田IC |      |
| 藤山トンネル       | 162 m | 留萌幌糠IC - 留萌大和田IC |      |
| 藤山西トンネル     | 190 m | 留萌幌糠IC - 留萌大和田IC |      |
| 大和田トンネル     | 722 m | 留萌幌糠IC - 留萌大和田IC |      |
| 留萌トンネル       | 830 m | 留萌大和田IC - 留萌IC     |      |
| 留萌大橋           | 339 m | 留萌大和田IC - 留萌IC     |      |
| バンゴベトンネル   | 307 m | 留萌大和田IC - 留萌IC     |      |

### 交通量
24時間交通量（台） 道路交通センサス
| 区間                        | 平成17（2005）年度 | 平成22（2010）年度 | 平成27（2015）年度 | 令和3（2021）年度 |
| --------------------------- | ------------------ | ------------------ | ------------------ | ----------------- |
| 深川JCT - 深川西IC          | 1,648              | 4,722              | 2,033              | 1,650             |
| 深川西IC - 秩父別IC         | 2,017              | 3,476              | 2,146              | 2,073             |
| 秩父別IC - 沼田IC           | 2,824              | 3,943              | 3,233              | 2,951             |
| 沼田IC - 北竜ひまわりIC     | 2,622              | 3,652              | 3,591              | 3,300             |
| 北竜ひまわりIC - 留萌幌糠IC | 調査当時未開通     | 3,815              | 4,306              | 3,905             |
| 留萌幌糠IC - 留萌大和田IC   | 調査当時未開通     | 調査当時未開通     | （4,091）          | 4,132             |
| 留萌大和田IC - 留萌IC       | 調査当時未開通     | 調査当時未開通     | 調査当時未開通     | 3,390             |

※（）付きは推定値
（出典：「平成22年度道路交通センサス」・「平成27年度全国道路・街路交通情勢調査」・「令和3年度全国道路・街路交通情勢調査」（国土交通省ホームページ）より一部データを抜粋して作成）
- 平成22年度の調査期間中において有料区間全線では、高速道路無料化社会実験が行われていた。

- 令和2年度に実施予定だった交通量調査は新型コロナウイルス感染症の影響で延期され[18]、翌年度に実施された。

## 地理

### 接続する高速道路
- E5 道央自動車道（深川JCTで接続）